# Caillavet
 Caillavet  (en occitano Calhavet) es una población y comuna francesa, ubicada en la región de Mediodía-Pirineos, departamento de Gers, en el distrito de Auch y cantón de Vic-Fezensac.

## Demografía
| 224 | 194 | 159 | 188 | 179 | 164 |
| Para los censos de 1962 a 1999 la población legal corresponde a la población sin duplicidades (Fuente: INSEE [Consultar]) |     |     |     |     |     |